# بلال محمد
بلال محمد (مواليد 9 يوليو 1988) هو مقاتل فنون قتالية مختلطة فلسطيني، يُنافس حاليًا في فئة وزن الوسط في يو إف سي. حيث كان بطل يو إف سي لوزن الوسط. اعتبارًا من 13 مايو 2025، يحتل المركز الأول في تصنيفات يو إف سي لوزن الوسط، واعتبارًا 24 يونيو 2025، المركز الثاني عشر في تصنيفات يو إف سي لأفضل المقاتلين في جميع الأوزان. وهو محترف منذ عام 2012، نافس أيضًا في بيلاتور وبطولات تيتان القتالية.

## الخلفية
ولد محمد ونشأ في شيكاغو، إلينوي، لأبوين فلسطينيين. لديه أربعة أشقاء: أخ أكبر وأخت أكبر وشقيقان أصغر منه. صارع في المدرسة الثانوية وتخرج من جامعة إلينوي في إربانا-شامبين.

## مسيرته في فنون القتال المختلطة
بعد فترة وجيزة من فوزه بالضربة القاضية الفنية على ستيف كارل ليصبح بطل بطولات تيتان القتالية، ودفع سجله إلى 9–0، وقع محمد مع يو إف سي في عام 2016.

### يو إف سي
في 7 يوليو 2016، في يو إف سي ليلة القتال 90، ظهر محمد لأول مرة في UFC، كبديل في وقت قصير، ضد آلان جوبان. خسر القتال بقرار القضاة بالإجماع. حصل كلا المشاركين على مكافأة قتال الليلة لأدائهما.

#### بطل يو إف سي لوزن الوسط
واجه بلال ليون إدواردز في نزال العودة على لقب بطولة يو إف سي لوزن الوسط في 27 يوليو 2024، في يو إف سي 304. وفاز باللقب بقرار القضاة بالإجماع.
كان من المقرر أن يخوض بلال أول دفاع له عن لقب بطولة يو إف سي لوزن الوسط ضد المُنافي غير المهزوم شوكت رحمانوف في 7 ديسمبر 2024، في حدث يو إف سي 310. ومع ذلك، بسبب إصابة في عظام قدمه، اضطر بلال إلى الانسحاب، مما أدى إلى تأخير دفاعه الأول عن اللقب. في فبراير 2025، مع عدم قدرة رحمانوف على المنافسة بسبب الإصابة، كان من المقرر أن يدافع محمد عن لقبه ضد جاك ديلا مادالينا في 10 مايو 2025، في حدث يو إف سي 315. خسر النزال واللقب بقرار القضاة بالإجماع. أكسبه هذا النزال مكافأة قتال الليلة مرة أخرى.

## حياته الشخصية
بلال مسلم. ومُناصر بشكل واضح لفلسطين. يستعرض العلم الفلسطيني أثناء دخوله المثمن ونتائج ما بعد القتال. ندد بالهجوم الإسرائيلي على قطاع غزة وأبدى دعمه للفلسطينيين وأدان أيضا أي ردود معادية لليهود من المحتجين.
في 1 يونيو 2020، نُهبت ودُمرت المحال التجارية المملوكة لوالد بلال وأبناء عمومته في شيكاغو نتيجة أعمال الشغب على مقتل جورج فلويد في شيكاغو.
ألقى الملعب الاحتفالي الأول لفريق شيكاغو كابز في 28 يوليو 2021.
وهو يمثل فلسطين.

## البطولات والإنجازات
- يو إف سي
  - بطولة يو إف سي لوزن الوسط (مرة واحدة؛ الحالي)
    - أول بطل يو إف سي من أصل فلسطيني[26]

  - أداء الليلة (مرتين) ضد تاكاشي ساتو وشون برادي[29][30]
  - قتال الليلة (مرتين) ضد آلان جوبان، جاك ديلا مادالينا[31][20]
  - أكثر مقاتل فوزًا بقرار القضاة بالإجماع تاريخ فئة وزن الوسط في يو إف سي (11)
    - بالشراكة مع (رافاييل دوس أنجوس) أكثر مقاتل فوزًا بقرار القضاة بالإجماع في تاريخ يو إف سي (11)
    - بالشراكة مع (جورج سانت بيير) ثاني أكثر مقاتل فوزًا بقرار القضاة في تاريخ فئة وزن الوسط في يو إف سي (12)[32]
    - بالشراكة مع (دييغو سانشيز، جورج سانت بيير، رافاييل دوس أنجوس، أندراي أرلوفسكي) ثالث أكثر مقاتل فوزًا في تاريخ يو إف سي (12)[33]
    - سابع أعلى نسبة انتصارات في تاريخ يو إف سي (80.0%)

  - ثاني أعلى نسبة دفاع ضد الإسقاطات في تاريخ فئة وزن الوسط في يو إف سي (89.4%)[32]
  - خامس أكبر ضربة موجَّهة في تاريخ فئة وزن الوسط في يو إف سي (1241)[32]
    - سادس أكبر عدد من الضربات في تاريخ فئة وزن الوسط في يو إف سي (1965)[32]
- بطولات تيتان القتالية
  - بطولة تيتان إف سي لوزن الوسط (مرة واحدة)
- إم إم إيه جونكي
  - أفضل قتال في شهر يناير 2019 ضد جيف نيل[34]

## سجل فنون القتال المختلطة
| السجل المهني |        |         |
| 29 نزال      | 24 فوز | 4 خسارة |
| ضربة قاضية   | 5      | 1       |
| إخضاع        | 1      | 0       |
| قرار القضاة  | 18     | 3       |
| بدون قرار    | 1      | 1       |

| النتيجة | السجل    | الخصم             | الطريقة                    | الحدث                                      | التاريخ        | الجولة | الوقت | المكان                                   | الملاحظات                                             |
| ------- | -------- | ----------------- | -------------------------- | ------------------------------------------ | -------------- | ------ | ----- | ---------------------------------------- | ----------------------------------------------------- |
| خسر     | 24–4 (1) | جاك ديلا مادالينا | قرار القضاة (بالإجماع)     | يو إف سي 315                               | 10 مايو 2025   | 5      | 5:00  | مونتريال، كيبيك، كندا                    | خسر لقب بطولة يو إف سي لوزن الوسط. قتال الليلة.       |
| فاز     | 24–3 (1) | ليون إدواردز      | قرار الحكام (بالإجماع)     | يو إف سي 304                               | 27 يوليو 2024  | 5      | 5:00  | مانشستر، إنجلترا                         | فاز بلقب بطولة يو إف سي لوزن الوسط.                   |
| فاز     | 23–3 (1) | غيلبرت بورنس      | قرار الحكام (بالإجماع)     | يو إف سي 288                               | مايو 6, 2023   | 5      | 5:00  | نيوآرك، نيو جيرسي، الولايات المتحدة      |                                                       |
| فاز     | 22–3 (1) | شون برادي         | قربة فنية قاضية (باللكمات) | يو إف سي 280                               | 22 أكتوبر 2022 | 2      | 4:47  | أبو ظبي، الإمارات العربية المتحدة        | أداء الليلة.                                          |
| فاز     | 21–3 (1) | فنسنت لوك         | قرار الحكام (بالإجماع)     | يو إف سي على إي إس بي إن: لوكي ضد محمد 2   | 16 أبريل 2022  | 5      | 5:00  | لاس فيغاس، نيفادا، الولايات المتحدة      |                                                       |
| فاز     | 20–3 (1) | ستيفن تومسون      | قرار الحكام (بالإجماع)     | يو إف سي ليلة القتال: لويس ضد داوكوس       | 18 ديسمبر 2021 | 3      | 5:00  | لاس فيغاس، نيفادا، الولايات المتحدة      |                                                       |
| فاز     | 19–3 (1) | داميان مايا       | قرار الحكام (بالإجماع)     | يو إف سي 263                               | 12 يونيو 2021  | 3      | 5:00  | غلانديل، أريزونا، الولايات المتحدة       |                                                       |
| ب.ق     | 18–3 (1) | ليون إدواردز      | ب.ق (لكزة عين بالخطأ)      | يو إف سي ليلة القتال: إدواردز ضد محمد      | 13 مارس 2021   | 2      | 0:18  | لاس فيغاس، نيفادا، الولايات المتحدة      | وكزة بالعين بالخطأ جعلت بلال غير قادر على الاستمرار.  |
| فاز     | 18–3     | دييجو ليما        | قرار الحكام (بالإجماع)     | يو إف سي 258                               | 13 فبراير 2021 | 3      | 5:00  | لاس فيغاس، نيفادا، الولايات المتحدة      |                                                       |
| فاز     | 17–3     | ليمان قود         | قرار الحكام (بالإجماع)     | يو إف سي على إي إس بي إن: بلايدز ضد فولكوف | 20 يونيو 2020  | 3      | 5:00  | لاس فيغاس، نيفادا، الولايات المتحدة      |                                                       |
| فاز     | 16–3     | تاكاشي ساتو       | إخضاع (خنق خلفي عاري)      | يو إف سي 242                               | 7 سبتمبر 2019  | 3      | 1:55  | أبو ظبي، الإمارات العربية المتحدة        | أداء الليلة.                                          |
| فاز     | 15–3     | كيرتس ميلندر      | قرار الحكام (بالإجماع)     | يو إف سي 236                               | 13 أبريل 2019  | 3      | 5:00  | أتلانتا، جورجيا، الولايات المتحدة        |                                                       |
| خسر     | 14–3     | جيف نيل           | قرار الحكام (بالإجماع)     | يو إف سي ليلة القتال: سيهودو ضد ديلاشو     | 19 يناير 2019  | 3      | 5:00  | بروكلين، نيويورك، الولايات المتحدة       |                                                       |
| فاز     | 14–2     | تشانس رينكونتر    | قرار الحكام (بالإجماع)     | يو إف سي ليلة القتال: ريفيرا ضد مورايس     | 1 يونيو 2018   | 3      | 5:00  | أوتيكا، نيويورك، الولايات المتحدة        |                                                       |
| فاز     | 13–2     | تيم مينز          | قرار الحكام (بالانقسام)    | يو إف سي ليلة القتال: ويردوم ضد تيبورا     | 19 نوفمبر 2017 | 3      | 5:00  | سيدني، أستراليا                          |                                                       |
| فاز     | 12–2     | جوردان مين        | قرار الحكام (بالإجماع)     | يو إف سي 213                               | 8 يوليو 2017   | 3      | 5:00  | لاس فيغاس، نيفادا، الولايات المتحدة      |                                                       |
| فاز     | 11–2     | راندي براون       | قرار الحكام (بالإجماع)     | يو إف سي 208                               | 11 فبراير 2017 | 3      | 5:00  | بروكلين، نيويورك، الولايات المتحدة       |                                                       |
| خسر     | 10–2     | فنسنت لوك         | ضربة قاضية (باللكمات)      | يو إف سي 205                               | 12 نوفمبر 2016 | 1      | 1:19  | مدينة نيويورك، نيويورك، الولايات المتحدة |                                                       |
| فاز     | 10–1     | أوغستو مونتانيو   | قربة فنية قاضية (باللكمات) | يو إف سي ليلة القتال: بورييه ضد جونسون     | 17 سبتمبر 2016 | 3      | 4:19  | هيدالغو، تكساس، الولايات المتحدة         |                                                       |
| خسر     | 9–1      | آلان جوبان        | قرار الحكام (بالإجماع)     | يو إف سي ليلة القتال: دوس أنجوس ضد ألفاريز | 7 يوليو 2016   | 3      | 5:00  | لاس فيغاس، نيفادا، الولايات المتحدة      | قتال الليلة.                                          |
| فاز     | 9–0      | ستيف كارل         | قربة فنية قاضية (باللكمات) | تيتان إف سي 38                             | 30 أبريل 2016  | 4      | 4:07  | ميامي، فلوريدا، الولايات المتحدة         | فاز بلقب بطولة تيتان إف سي لوزن الوسط.                |
| فاز     | 8–0      | زين كاماكا        | قرار الحكام (بالإجماع)     | تيتان إف سي 35                             | 19 سبتمبر 2015 | 3      | 5:00  | ريدجفيلد، واشنطن، الولايات المتحدة       |                                                       |
| فاز     | 7–0      | كيث جونسون        | قرار الحكام (بالإجماع)     | تيتان إف سي 33                             | 20 مارس 2015   | 3      | 5:00  | موبيل، ألاباما، الولايات المتحدة         | نزال في وزن غير محدد (174 رطلًا) ؛ أخفق جونسون بالوزن. |
| فاز     | 6–0      | كريس كيرتس        | قرار الحكام (بالإجماع)     | هووسير نادي القتال 21                      | 13 سبتمبر 2014 | 3      | 5:00  | فالبارايسو، إنديانا، الولايات المتحدة    |                                                       |
| فاز     | 5–0      | إيه جيه ماثيوز    | قرار الحكام (بالإجماع)     | بيلاتور 112                                | 14 مارس 2014   | 3      | 5:00  | هاموند، إنديانا، الولايات المتحدة        |                                                       |
| فاز     | 4–0      | جاريت جروس        | قرار الحكام (بالإجماع)     | هووسير نادي القتال 18                      | 9 نوفمبر 2013  | 3      | 5:00  | فالبارايسو، إنديانا، الولايات المتحدة    |                                                       |
| فاز     | 3–0      | جيمي فريتز        | قربة فنية قاضية (باللكمات) | هووسير نادي القتال 15                      | 6 أبريل 2013   | 2      | 2:19  | فالبارايسو، إنديانا، الولايات المتحدة    |                                                       |
| فاز     | 2–0      | كوينتون ماكوتريل  | قرار الحكام (بالإجماع)     | بيلاتور 84                                 | 14 ديسمبر 2012 | 3      | 5:00  | هاموند، إنديانا، الولايات المتحدة        |                                                       |
| فاز     | 1–0      | جاستن بروك        | قربة فنية قاضية (باللكمات) | هووسير نادي القتال 12                      | 18 أغسطس 2012  | 1      | 2:17  | فالبارايسو، إنديانا، الولايات المتحدة    | أول ظهور في وزن الوسط.                                |

## نزالات الدفع مقابل المشاهدة
| #  | الحدث        | النزال                | التاريخ       | المكان      | المدينة                           | المبلغ      |
| -- | ------------ | --------------------- | ------------- | ----------- | --------------------------------- | ----------- |
| 1. | يو إف سي 304 | إدواردز ضد محمد 2     | 27 يوليو 2024 | كو أوب لايف | مانشستر، إنجلترا، المملكة المتحدة | لم يُكشف عنه |
| 2. | يو إف سي 315 | محمد ضد ديلا مادالينا | 10 مايو 2025  | مركز بيل    | مونتريال، كيبيك، كندا             | لم يُكشف عنه |

## وصلات خارجية
- بلال محمد على موقع يو إف سي (الإنجليزية)
- بلال محمد على موقع بيلاتور (الإنجليزية)
- بلال محمد على موقع شيردوغ (الإنجليزية)
- بلال محمد على موقع Tapology.com (الإنجليزية)
- بلال محمد على موقع IMDb (الإنجليزية)
- بلال محمد على موقع قاعدة بيانات الفيلم (الإنجليزية)